# Thelypteris paucijuga
Thelypteris paucijuga là một loài thực vật có mạch trong họ Thelypteridaceae. Loài này được (Klotzsch) A.R. Sm. miêu tả khoa học đầu tiên năm 1971.